# Interkosmos
Interkosmos var under 1970-talet och 1980-talet ett vetenskapligt samarbetsprojekt mellan länderna i det dåvarande östblocket för utforskandet av rymden. Sovjetunionen ledde projektet, som mestadels utgjorde bemannade rymdfärder, även om obemannade farkoster också användes.

## Bemannade flygningar

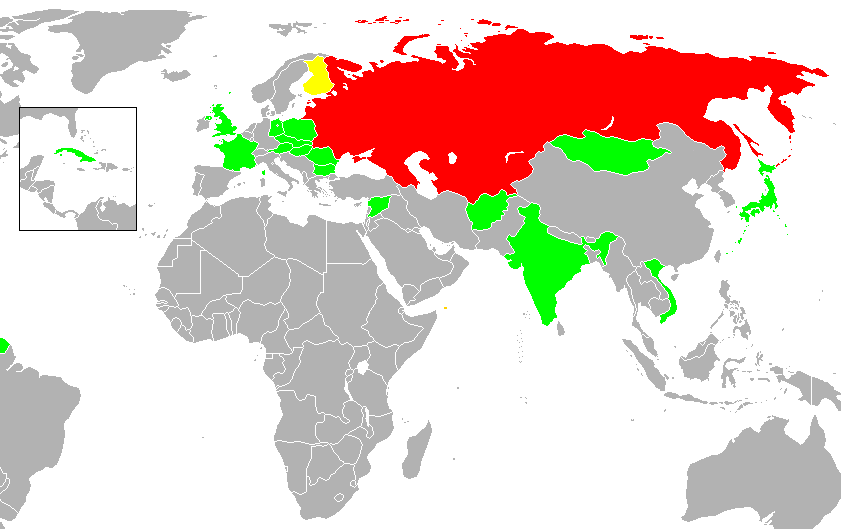
Värdland
Deltagare

| Uppskjutning      |  | Prime                     | Backup                       | Land            | Uppdrag    | Rymdstation                        |
| ----------------- |  | ------------------------- | ---------------------------- | --------------- | ---------- | ---------------------------------- |
| 3 februari 1978   |  | Vladimír Remek            | Oldřich Pelčák               | Tjeckoslovakien | Sojuz 28   | Saljut 6                           |
| 27 juni 1978      |  | Mirosław Hermaszewski     | Zenon Jankowski              | Polen           | Sojuz 30   | Saljut 6                           |
| 26 augusti 1978   |  | Sigmund Jähn              | Eberhard Köllner             | Östtyskland     | Sojuz 31   | Saljut 6                           |
| 10 april 1979     |  | Georgi Ivanov             | Aleksandr Aleksandrov        | Bulgarien       | Sojuz 33   | Saljut 6 (Dockningen misslyckades) |
| 26 maj 1980       |  | Bertalan Farkas           | Béla Magyari                 | Ungern          | Sojuz 36   | Saljut 6                           |
| 23 juli 1980      |  | Phạm Tuân                 | Thanh Liem Bui               | Vietnam         | Sojuz 37   | Saljut 6                           |
| 18 september 1980 |  | Arnaldo Tamayo Méndez     | Jose Lopez Falcon            | Kuba            | Sojuz 38   | Saljut 6                           |
| 23 mars 1981      |  | Zhugderdemidiyn Gurragcha | Maidarzhavyn Ganzorig        | Mongoliet       | Sojuz 39   | Saljut 6                           |
| 14 maj 1981       |  | Dumitru Prunariu          | Dumitru Dediu                | Rumänien        | Sojuz 40   | Saljut 6                           |
| 24 juni 24 1982   |  | Jean-Loup Chrétien        | Patrick Baudry               | Frankrike       | Sojuz T-6  | Saljut 7                           |
| 2 april 1984      |  | Rakesh Sharma             | Ravish Malhotra              | Indien          | Sojuz T-11 | Saljut 7                           |
| 22 juli 1987      |  | Muhammed Ahmed Faris      |                              | Syrien          | Sojuz TM-3 | Mir                                |
| 6 juli 1988       |  | Aleksandr Aleksandrov     |                              | Bulgarien       | Sojuz TM-5 | Mir                                |
| 29 augusti 1988   |  | Abdul Ahad Mohmand        | Mohammad Dauran Ghulam Masum | Afghanistan     | Sojuz TM-6 | Mir                                |
| 26 november 1988  |  | Jean-Loup Chrétien        | Michel Tognini               | Frankrike       | Sojuz TM-7 | Mir                                |

## Obemannade flygningar
- 28 november 1970 - Vertikal-1
- 20 augusti 1971 - Vertikal-2
- 7 april 1972 - Interkosmos 6
- 4 april 1973 - Interkosmos 9 Copernicus-500
- 3 juni 1975 - Interkosmos 14
- 2 september 1975 - Vertikal-3
- 1976 - ?
- 19 juni 1976 - Interkosmos 15
- 27 juli 1976 - Interkosmos 16 (Ultraviolett spektrometer-polarimeter för mätning av polariseringen av ultravioletta linjer. Sverige.)
- 29 mars 1977 - ?
- 17 juni 1977 - Signe 3
- 30 augusti 1977 - Vertikal-5
- 24 september 1977 - Interkosmos 17
- 25 oktober 1977 - Vertikal-6
- 24 oktober 1978 - Interkosmos 18
- 24 oktober 1978 - Magion 1
- 3 november 1978 - Vertikal-7
- 27 februari 1979 - Interkosmos 19
- 26 september 1979 - Vertikal-8
- 1 november 1979 - Interkosmos 20
- 1981 - Återinträdes test
- 6 februari 1981 - Interkosmos 21
- 7 augusti 1981 - Interkosmos 22 Bulgaria-1300"
- 28 augusti 1981 - Vertikal-9
- 21 september 1981 - Oreol 3
- 26 april 1985 - Interkosmos 23
- 18 december 1986 - Kosmos 1809
- 28 september 1989 - Magion 2
- 28 september 1989 - Interkosmos 24
- 18 december 1991 - Interkosmos 25
- 28 december 1991 - Magion 3
- 2 mars 1994 - Interkosmos 26